# Kamato Hongō
Kamato Hongō (jap. 本郷かまと Hongō Kamato; ur. 16 września 1887 ?, zm. 31 października 2003) – Japonka, uważana od marca 2002 za najstarszą żyjącą osobę na świecie.
Urodziła się w mieście Isen na południu wyspy Tokunoshima (skąd pochodził także słynny japoński senior Shigechiyo Izumi), mieszkała w późniejszych latach z córką w mieście Kagoshima na wyspie Kiusiu. Od 1999 była najstarszą osobą w Japonii (po śmierci Denzō Ishisaki'ego), a od śmierci Amerykanki Maude Farris-Luse w marcu 2002 Księga rekordów Guinnessa uznała ją także za najstarszego żyjącego człowieka na świecie. Cieszyła się w Japonii dużą popularnością - jej wizerunek można było spotkać na pocztówkach, breloczkach, kartach telefonicznych, a także w licznych programach telewizyjnych. W tym okresie Japonia była siedzibą także najstarszego mężczyzny na świecie - Yūkichi Chūganji (również mieszkał na wyspie Kiusiu); ponadto tytuł najstarszej osoby na świecie - po śmierci Kamato Hongō w wieku 116 lat - przeszedł na inną Japonkę, Mitoyo Kawate.
Możliwe, że tytuły najstarszych osób na świecie nie odpowiadają rzeczywistości, wspomniane wyżej osoby są natomiast najstarszymi, których data urodzenia nie budzi wątpliwości badaczy. Wiek Hongō był podważany przez niektórych z nich. Możliwe, że w chwili śmierci była kilka lat młodsza.